# André Bolhuis
Johan Henk André Bolhuis (nasceu a 04 de Outubro de 1946) é um ex-jogador holandês de hóquei em campo. Competiu nas Olimpíadas de 1972 e 1976, edição na qual foi o porta-estandarte da Holanda.
Em 1969 Bolhuis foi seleccionado pela primeira vez para a selecção nacional, pela qual disputou 128 jogos e participou em quatro Mundiais. Foi campeão nacional por quatro ocasiões entre 1972 e 1976, vencendo o Mundial de 1973. Foi decisivo para o título contra a Índia, ao defender um remate importante no prolongamento, permitindo à equipa ir ao desempate por grandes penalidades, no qual foi mais forte. Já no Mundial de 1978 a selecção holandesa, com Bolhuis, ficou-se pela medalha de prata. Qualificaram-se para as Olimpíadas de 1980, mas não competiram por causa do boicote imposto pela Holanda.
Também em 1980 abandonou a carreira de jogador para se tornar treinador e seleccionador da equipa nacional. Foi também chefe de missão da equipa Olímpica holandesa, nos Jogos de 1992 e 1996. Neste ano foi feito Cavaleiro da Ordem de Orange-Nassau. Presidiu à Federação Holandesa de Hóquei em Campo entre 1998 e 2006, e é actualmente presidente do Comité Olímpico Nacional holandês (NOC*NSF) depois de ser eleito a 18 de Maio de 2010.
Bolhuis é um dentista por profissão e tem um doutoramento em lesões dentárias no hóquei em campo.